# Frauke Sandig
 Frauke Sandig (geb. 24. März 1961 in St. Ingbert) ist eine deutsche Regisseurin und Produzentin von Dokumentarfilmen.

## Leben
Frauke Sandig wuchs im Saarland und in Franken auf und studierte Theaterwissenschaft und Germanistik in Erlangen. 1988 wurde sie Redakteurin bei RIAS-TV in Berlin, seit 1992 ist sie Redakteurin bei der Deutschen Welle. Dort hat sie auch als Autorin und Regisseurin zahlreiche Fernsehdokumentationen realisiert. Seit den 90er Jahren produziert sie eigene Kinodokumentarfilme, bei denen sie auch Regie führt. Die Filme wurden auf zahlreichen internationalen Filmfestivals gezeigt, u. a. Sundance Film Festival, Berlinale, IDFA, DokLeipzig. Frauke Sandig war in mehreren Dokumentarfilm-Jurys tätig, u. a. bei den Festivals DokLeipzig und Sehsüchte in Potsdam. Sie ist Mitglied der Deutschen Filmakademie.

## Werk
Sandigs langer Dokumentarfilm Oskar und Jack erzählt von einem Zwillingspaar. Eines der Kinder wuchs als Jude, das andere als Hitlerjunge auf. Der folgende Kino-Dokumentarfilm Nach dem Fall entstand in Zusammenarbeit mit dem amerikanischen Regisseur Eric Black. Der Film erzählt vom Verschwinden der Berliner Mauer. Er wurde bei der Berlinale 2000 uraufgeführt und mit dem Hauptpreis bei den Golden Gate Awards in San Francisco ausgezeichnet.
In ihrer deutsch-amerikanischen Koproduktion Frozen Angels beschreibt Sandig zusammen mit Eric Black die Welt der künstlichen Kindererzeugung in Los Angeles. Dieser Film feierte 2005 Premiere beim Sundance Film Festival.
Der Film Herz des Himmels, Herz der Erde (2011, internationale Premiere: IDFA Amsterdam) beschreibt den Kampf der heutigen Maya gegen die Zerstörung ihrer Umwelt und Kultur. Ihr Dokumentarfilm Friedland wurde 2015 im niedersächsischen Flüchtlingslager Friedland uraufgeführt. Der Kinodokumentarfilm „AWARE – Reise in das Bewusstsein“ (Regie Frauke Sandig und Eric Black) über sechs Forscher, die sich aus radikal verschiedenen Perspektiven dem Geheimnis des Bewusstseins annähern, hatte 2020 auf den Internationalen Hofer Filmtagen Premiere.

## Auszeichnungen
- Golden Gate Award San Francisco International Film Festival: Golden Spire für Nach dem Fall,[10]
- Lobende Erwähnung Deutscher Kamerapreis für Nach dem Fall[11]
- Publikumspreis, Festival Visions du Réel in Nyon, für Frozen Angels[12]
- Nominierung, Grand Jury Prize, Sundance Film Festival für Frozen Angels[13]
- Prix Graine de Cinéphage, Frauenfilmfestival Créteil für Frozen Angels
- Planet in Focus, Toronto, Erster Preis (Best International Feature) für Herz des Himmels, Herz der Erde[14]
- Deutscher Naturfilmpreis, Publikumspreis für Herz des Himmels, Herz der Erde[15]
- Erster Preis (Premio Pukañawi) Internationales Menschenrechtsfilmfestival Bolivien für Herz des Himmels, Herz der Erde[16]
- Grimme-Preis Nominierung für wildfremd – Junge Einwanderer in Deutschland[17]
- Feature Competition Jury Prize, Illuminate Film Festival 2021 für AWARE – Reise in das Bewusstsein[18]
- Vorauswahl Deutscher Filmpreis 2021, AWARE – Reise in das Bewusstsein[19]
- Online-Publikumspreis beim Millenium Docs Against Gravity Film Festival, Polen, 2021 für AWARE – Reise in das Bewusstsein[20]
- Publikumspreis „Create the Future Award“ beim Maui Film Festival 2021 für AWARE – Reise in das Bewusstsein[21]
- Premio Pukañawi, Hauptpreis des Internationalen Menschenrechtsfilmfestivals in Bolivien für AWARE – Reise in das Bewusstsein[22]
- Eröffnungsfilm SWR Doku Festival 2022 (AWARE – Reise in das Bewusstsein)[23]
- Preis der Jury, Science Film Festival 2022 für AWARE – Reise in das Bewusstsein[24]

## Filmografie (Auswahl)
- 1996: Oskar & Jack (Kino-Dokumentarfilm)
- 1999: Nach dem Fall (Kino-Dokumentarfilm / mit Eric Black)
- 2007: wildfremd – Junge Einwanderer in Deutschland (Doku-Serie mit Hanne Schön, Irene Langemann, Timur Diehn)
- 2005: Frozen Angels (Kino-Dokumentarfilm / mit Eric Black)
- 2011: Herz des Himmels, Herz der Erde (Kino-Dokumentarfilm / mit Eric Black)
- 2015: Friedland (Dokumentarfilm)[25]
- 2020: Aware – Reise in das Bewusstsein (Kino-Dokumentarfilm, mit Eric Black)